# فلووانا (تگزاس)
فلووانا (به انگلیسی: Fluvanna) یک منطقهٔ مسکونی در ایالات متحده آمریکا است که در تگزاس واقع شده‌است. فلووانا ۱۸۰ نفر جمعیت دارد و ۸۱۵٫۰۵ متر بالاتر از سطح دریا واقع شده‌است.